# 駒岡古墳群
座標: 北緯35度32分10.0秒 東経139度39分26.8秒 / 北緯35.536111度 東経139.657444度
駒岡古墳群（こまおかこふんぐん）は、かつて神奈川県横浜市鶴見区駒岡一帯に分布していた古墳時代後期（6世紀）の古墳群。現在はほぼ消滅状態であるが、出土した遺物は東京国立博物館や師岡熊野神社（港北区師岡町）に所蔵されている。

## 古墳群の構成
鶴見区西部に広がる下末吉台地（標高40-50メートル）の、鶴見川南岸に面した台地北端部（地域名では鶴見区駒岡・梶山・三ツ池公園・上末吉・下末吉・諏訪坂にかけて）には、かつて複数の古墳群や横穴墓群が分布していた。
1907年（明治40年）4月4日、駒岡北端の丘陵斜面で、土取工事中に横穴墓が開口し、人骨などが出土した（岩瀬山横穴墓群）。これに参拝すると病気回復などの御利益があるとの噂が立ち、「お穴様」と呼ばれて地元の信仰対象となったことがきっかけで、1908年（明治41年）10月9日に東京帝国大学の坪井正五郎が発掘調査を行い、同横穴墓群および山頂の駒岡瓢箪山古墳が知られるようになった。出土した装身具や埴輪等の遺物は、坪井により帝室博物館（東京国立博物館）へ送られた。しかしその後の開発により、瓢箪山古墳と岩瀬山横穴墓群は所在地の丘陵ごと削平され消滅した。現在は旧所在地付近に「瓢箪山遺跡碑」が建てられている。
同じ台地またはその斜面部には、これ以外にも大山野横穴墓群・駒岡堂の前古墳・山野古墳などが存在したが、現在は駒岡堂の前古墳所在地点の北東に位置する無名古墳を除き、ほぼ消滅状態となっている。

## 構成古墳
- 駒岡瓢箪山古墳
- 岩瀬山横穴墓群
- 大山野横穴墓群
- 駒岡堂の前古墳
- 山野古墳
- 無名古墳
- 無名横穴墓群（3支群に分散）

## 周辺
太田道灌伝承で知られる兜塚古墳は、駒岡古墳群とは谷戸を挟んで東隣の丘陵上にあるが、別群の「梶山古墳群」として扱われている。また、南東の神奈川県立三ツ池公園内には三ツ池古墳が単独で所在し、さらに南東の鶴見区諏訪坂には諏訪坂古墳が所在した。
このほか、駒岡古墳群の南側の丘陵には、八千代田横穴墓群（八千代田古墳群）が分布していたが、兜塚古墳と三ツ池古墳を除き、これらも消滅状態となっている。